# Adalbert Deșu
Adalbert Deșu (en hongarès Béla Dezső, Gátalja (Gătaia), 24 de marc de 1909 - Timișoara, 6 de juny de 1937) fou un futbolista romanès dels anys 1930.
El primer club important d'Adalbert Deșu fou l'UDR Reșița. Debutà amb la selecció de Romania l'any 1929, marcant un gol en un partit davant Bulgària. Disputà el primer Mundial de futbol, l'any 1930. Després d'aquesta competició jugà al Banatul Timișoara, però el 1933 es retirà del futbol per una pneumònia. El 1937, morí per aquesta malaltia a l'edat de 28 anys.